# Ngurugebergte
Het Ngurugebergte is een bergketen gelegen in het district Morogoro van Tanzania. De bergen bereiken op het hoogste punt een hoogte van 2400 meter.
De bergen worden voornamelijk bedekt door regenwoud. Er bevinden zich enkele bosreservaten in de bergen (Kanga, Mkindu, Nguru South, Magotwe), met een totale oppervlakte van 31.409 hectare. De begroeiing van de bergen verschilt sterk per hoogte.
Het Ngurugebergte vormt het begin van een langere bergketen die zich uitstrekt door Ussagara en Uhehe tot Niassa. Onder andere de Wami ontspringt in het Ngurugebergte.
Het Ngurugebergte is belangrijk qua biodiversiteit. Er leven ongeveer 83 vogelsoorten en soorten uit het plantengeslacht Saintpaulia.
In totaal wonen er in de nabijheid van het gebergte zo’n 61.250 mensen.